# Alphonse Renier
Alphonse Renier war ein belgischer Fußballspieler.
Er war im Jahre 1900 als Mitglied des Fußballclubs der Université libre de Bruxelles Teilnehmer der Olympischen Sommerspiele in Paris. Im Turnier verlor seine Mannschaft das einzige Spiel gegen die französische Auswahl mit 2:6 und belegte den 3. Platz.